# Милован Раковић
Милован Раковић (Ужице, 19. фебруар 1985) бивши је српски кошаркаш. Играо је на позицији центра.

## Клупска каријера
Раковић је поникао у Златибору из Чајетине. Своју професионалну каријеру почео је 2003. у екипи Полет Керамике из Новог Бечеја. Две године је провео у екипи београдског Атласа и једну годину у екипи Мега исхране.
На НБА драфту 2007. године је одабран као 60. пик од стране Далас маверикса, који су га одмах трејдовали у Орландо меџик. Исте године је потписао за руски Спартак из Санкт Петербурга у коме је провео наредне три године.
У јулу 2010. је потписао трогодишњи уговор са Монтепаски Сијеном. У дресу Сијене је по први пут заиграо у Евролиги. Са Сијеном је у сезони 2010/11. освојио титулу првака Италије као и национални Куп и Суперкуп. Сезону 2011/12. провео је на позајмици у Жалгирису, где је поред титуле првака Литваније освојио и национални Куп као и Балтичку лигу.
У јулу 2012. је потписао двогодишњи уговор са Билбаом. После годину дана је раскинуо уговор са Билбаом након чега је сезону 2013/14. провео у екипи Тријумфа из Љуберција. У сезони 2014/15. је наступао за Турк Телеком. У јануару 2016. је потписао за Хувентуд до краја сезоне. У сезони 2017/18. је играо у Швајцарској за Унион Нешател.

## Репрезентација
Као члан репрезентације СР Југославије до 16 година, освојио је златну медаљу на Европском првенству 2001. у Летонији. Освојио је и бронзану медаљу са репрезентацијом Србије и Црне Горе до 20 година на Европском првенству 2005. године у Русији.
Селектор сениорске репрезентације Србије, Душан Ивковић, уврстио је Раковића на шири списак играча за Европско првенство 2011. у Литванији. Ипак, Раковић је због приватних разлога одбио позив. Наредне 2012. године се поново нашао на Ивковићем списку за квалификације за Европско првенство 2013, али се овај пут није појавио на прозивци играча.

## Успеси

### Клупски
- Монтепаски Сијена:
  - Првенство Италије (1) : 2010/11.
  - Куп Италије (1) : 2011.
  - Суперкуп Италије (1) : 2010.
- Жалгирис:
  - Првенство Литваније (1) : 2011/12.
  - Балтичка лига (1) : 2011/12.
  - Куп Литваније (1) : 2012.

### Репрезентативни
- Европско првенство до 16 година:  2001.
- Европско првенство до 20 година:  2005.